# Братья по крови (фильм, 1975)
Братья по крови (нем. Blutsbrüder) — фильм-вестерн Вернера В. Вальрота с Гойко Митичем и Дином Ридом в главных ролях. ГДР, 1975 год.

## Сюжет
Американский солдат, осуждающий истребление индейцев, оставляет армию и переходит на их сторону. Он становится мужем прекрасной индианки, скрепляет кровью свою дружбу с вождём племени и вместе с ним возглавляет восстание против американцев.
Американские войска согнали племя шайеннов с плодородных земель Колорадо. Вскоре в штате Монтана были найдены новые месторождения золота. Толпы авантюристов и золотоискателей хлынули через земли шайеннов. Был среди них и дезертир Гармоника. Спасая жизнь индианки, он попадает в плен к индейцам; а благодаря своему мужеству, обретает кровного брата — вождя шайеннов по имени Твёрдая Скала. Рука об руку они начинают собственную войну против алчных бледнолицых.

## В ролях
- Дин Рид — Гармоника (в советском прокате дублировал актёр Виталий Дорошенко)
- Гойко Митич — Твёрдая Скала (в советском прокате дублировал актёр Павел Морозенко)
- Гизела Фрейденберг — Ренкиц (в советском прокате дублировала актриса Валентина Гришокина)
- Йорг Панкин — Джо (в советском прокате дублировал актёр Вилорий Пащенко)
- Тома Димитриу — Гроер Элх
- Юрие Дарие — Билл Симмонс (в советском прокате дублировал актёр Геннадий Болотов)
- Елена Середа — Дик Фрау